# Estheria acuta
Estheria acuta là một loài ruồi trong họ Tachinidae.